# Nudiantennarius subteres
Nudiantennarius subteres, hay Cá ếch biển sâu, là một loài cá ếch tìm thấy ở Thái Bình Dương xung quanh Philippines và Indonesia. Chúng xuất hiện ở độ sâu 64-90 mét (210–300 ft). Loài này phát triển đến chiều dài là 7,5 cm (3.0). Loài này là thành viên duy nhất được biết đến trong chi của nó.